# ElitePartner
ElitePartner ist eine Online-Partnervermittlung mit Sitz in Hamburg. ElitePartner wurde 2004 gegründet und gehört seit September 2016 mehrheitlich der ProSiebenSat.1 Media SE.

## Geschichte
Die Partnervermittlung wurde im November 2003 von Arne Kahlke, Sören Kress und Mark Oldenburg gegründet und ging am 6. April 2004 online. 2005 beteiligte sich Burda Digital Ventures, später Acton Capital Partners mit einer Minderheitsbeteiligung, im September erfolgte die hundertprozentige Übernahme durch die Burda-Tochter Tomorrow Focus AG. Seit Ende 2005 wird der Dienst auch in Österreich und der Schweiz angeboten. Im Juni 2015 wurde ElitePartner von Tomorrow Focus AG an eine Tochtergesellschaft des britischen Finanzinvestmentunternehmens Oakley Capital veräußert, nachdem dieses im April 2015 bereits die Online-Partnervermittlung Parship übernommen hatte. Das Bundeskartellamt gab die Transaktion im Oktober 2015 frei. 2016 übernahm ProSiebenSat.1 Media 50 % plus eine Aktie der Parship Elite Group.
Seit September 2020 ist ElitePartner Teil der ParshipMeet Group, in der die ProSiebenSat.1 Media SE Ihre Dating-Aktivitäten neu bündelt.

## Daten und Fakten
ElitePartner verzeichnet nach Angaben von Singlebörsen-Vergleich etwa drei Millionen registrierte Mitglieder im deutschsprachigen Raum. Das Verhältnis von männlichen zu weiblichen Teilnehmern liegt nach Eigenaussage bei 47 zu 53 Prozent. Im Jahr 2009 wies ElitePartner einen Umsatz 20 Millionen Euro überschreitend aus. Die Mitarbeiterzahl wird 2015 mit „über 80“ angegeben. Im Januar 2013 investierte Elite Partner 2,1 Millionen Euro in Fernsehwerbung.

## Dienstleistung
Der Werbespruch von ElitePartner lautet „Partnersuche für Akademiker und Singles mit Niveau“. Es ist die hetero- und die homosexuelle Partnersuche möglich. Die Teilnehmer registrieren sich mit Namen, Geschlecht und Suchangabe und füllen einen Persönlichkeitstest mit etwa 86 Fragen aus, der mit Zusatzkosten verbunden ist. Der Test und das Matchingverfahren wurden von dem Psychologen Volker Drewes entwickelt. Nach Angaben von ElitePartner geht es in dem Test um beziehungsrelevante Persönlichkeitsmerkmale (z. B. Nähe und Distanz) und um soziale Kompetenzen, Interessen und Handlungsmotive (z. B. Anerkennung, Unabhängigkeit).
Im Anschluss vergleicht ein Matchingsystem die Antworten des Teilnehmers mit denen aller anderen Mitglieder und ermittelt diejenigen mit der höchsten Übereinstimmung. Diese werden dem Teilnehmer als Rangliste sogenannter Partnervorschläge präsentiert. Die persönlichen Daten der Teilnehmer sind für andere Mitglieder nicht sichtbar, jeder erhält eine automatisch generierte Chiffrenummer. Die Profile der anderen Mitglieder sind erst nach dem Kauf einer kostenpflichtigen Mitgliedschaft zu erkennen. Fotos können von jedem Mitglied individuell freigeschaltet werden.

## Mitgliedschaften und Kosten
Bei ElitePartner ist für die Partnersuche eine kostenpflichtige Mitgliedschaft („Premium-Mitgliedschaft“) notwendig. Der zur Partnersuche ebenfalls nötige Persönlichkeitstest wird gesondert berechnet. Diese Mitgliedschaften werden in Laufzeiten von sechs, zwölf und 24 Monaten angeboten. Automatische Verlängerungen führen zu weiteren Kosten. Das Unternehmen bietet des Weiteren eine kostenlose Mitgliedschaft mit nur einer sehr eingeschränkten Möglichkeit zur Kommunikation zwischen den Nutzern an.

## Sicherheit und Datenschutz
2005 erhielt ElitePartner das Safer-Shopping-Siegel des TÜV Süd. Für die Vergabe dieses Siegels werden angeblich über 100 Einzelkriterien geprüft, unter anderem auch der Schutz der personenbezogenen Daten. Im März 2011 (Magazin test, Ausgabe 3/2011) beurteilte Stiftung Warentest den Schutz der Kundendaten bei ElitePartner als vorbildlich. Als einzige der insgesamt 14 geprüften Singlebörsen und Partnervermittlungen im Internet schütze ElitePartner sowohl sensible Zahlungsdaten sowie auch persönliche Angaben und Anmeldedaten zuverlässig. Des Weiteren ist ElitePartner Mitglied in der Gesellschaft für Datenschutz und Datensicherheit.

## Bewertungen
Bei einem Test der Zeitschrift Computer Bild in Ausgabe 08/2010 landete ElitePartner mit der Note Befriedigend auf dem zweiten Platz. Beim Branchenvergleich des privaten Deutschen Instituts für Servicequalität wurde ElitePartner im Juni 2011 zum zweiten Mal in Folge Testsieger, erreicht wurden insgesamt 69 von 100 möglichen Punkten. Die Stiftung Warentest bewertete ElitePartner im Februar 2016 mit der Note „gut“, als Gründe wurden die strukturierte Website, die vielen Partnervorschläge und die sehr gute Datenverschlüsselung genannt.

## Kritik
In diversen Foren und Produktbewertungsportalen wird vor allem die automatische Verlängerung der Mitgliedschaften kritisiert. Diese gilt auch für die Test-Mitgliedschaft, die sich anschließend in eine kostenpflichtige Mitgliedschaft umwandelt. Ähnlich anderen Abomodellen (z. B. Bahncard) kann ein Teilnehmer den AGB beim Kauf zustimmen, ohne diese wirklich gelesen haben zu müssen. Dies führt zu einer Verschleierung von Kosten und zur automatischen Verlängerung.
Zudem stand in der Kritik, dass nur Premium-Mitglieder Kontakt aufnehmen können, ohne dass erkenntlich ist, welche Mitglieder Premium-Status haben. Um Nachrichten austauschen und sich gegenseitig Fotos zeigen zu können, müssen Sender wie Empfänger Premium-Status haben. Dies bezeichnen viele Foren-User als „Köder“, da die Kaufentscheidung oft auf der in der Mailbox wartenden Anfrage basiert. Zum Teil wird auch der Vorwurf von Fake-Profilen und Karteileichen laut.
Darüber hinaus wurde Elitepartner von der Verbraucherzentrale Hamburg abgemahnt und verklagt. Hintergrund ist der Persönlichkeitstest, den die Mitglieder trotz fristgerechtem Widerruf bezahlen müssen. Die Verbraucherzentrale sieht hier eine Umgehung des Widerrufsrechts. Am 31. Januar 2012 entschied das Landgericht Hamburg, dass ElitePartner die Persönlichkeitsanalyse nicht mehr vom Widerrufsrecht ausschließen darf. Das Amtsgericht Hamburg hat Elitepartner rechtskräftig dazu verurteilt, die einbehaltenen 99 Euro für das Persönlichkeitsgutachten zu erstatten. Das Gericht argumentiert, dass es sich bei dem Persönlichkeitsgutachten nicht um eine kundenspezifische Anfertigung handelt, die vom Widerrufsrecht ausgeschlossen werden könne.